# Sinibrama taeniatus
 Sinibrama taeniatus és una espècie de peix cipriniforme de la família dels ciprínids que es troba a Sichuan (Xina).